# Літинський замок

Літинський замок — втрачена оборонна споруда у місті Літин.

## Відомості
Сини Олександра Кміти поділили між собою батьківські землі, ротмістрові Семенові, одруженому з княжною Катериною Капустянкою, дістався Літин, Пиків та Глинськ з поселеннями аж до Чорного шляху та пізніше Коростишів. Всі батьківські маєтки перейшли його сину — смоленському воєводі Філону Кміті. Філон Кміта (?-1596) поміняв з дозволу короля Сигізмунда ІІ Августа Літин на Чорнобиль.
1616-го посесором Літина був Петро Лящ.
Люстрація замку 1630 року: замок знаходився на пагорбі біля ставу, замок мав 8 гаківниць, 200 куль, кілька гармат.
З 1672 по 1699 рік за умовами Бучацької угоди замок перебував в турецьких руках. Після цього належав до Брацлавського воєводства.
Люстрація 1789 року: дворівнева оборона замкова брама покрита ґонтом з дубового дерева. Дитинець замку оточений палями. В замку знаходилася старосвітська резиденція з двома фаціятами. Резиденція мала 8 покоїв та одну залу. Резиденція мала також два флігелі. На ставу знаходилася тераса поставлена на палях. До тераси від замку вів міст. На розі замку знаходився опустілий італійський парк, стайні, городи.